# 구해줘! 홈즈
《구해줘! 홈즈》는 MBC TV에서 방송되는 예능 프로그램이며 2019년 3월 31일부터 방영하고 있다.

## 기획 의도
바쁜 현대인들의 집 찾기를 위해 직접 나선 스타들! 그들의 리얼한 발품 중개 배틀.

## 방송 시간
| 방송 기간                         | 방송 시간                    | 방송 시간                       | 비고           |
| --------------------------------- | ---------------------------- | ------------------------------- | -------------- |
| 2019년 2월 4일 ~ 2019년 2월 5일   | 1부                          | 월요일, 화요일 밤 10:00 ~ 10:40 | 파일럿 (2부작) |
| 2019년 2월 4일 ~ 2019년 2월 5일   | 2부                          | 월요일, 화요일 밤 10:40 ~ 11:20 | 파일럿 (2부작) |
| 2019년 3월 31일 ~ 2019년 8월 25일 | 1부                          | 매주 일요일 밤 10:35 ~ 11:20    | 분리 편성      |
| 2019년 3월 31일 ~ 2019년 8월 25일 | 2부                          | 매주 일요일 밤 11:20 ~ 12:05    | 분리 편성      |
| 2019년 9월 1일 ~ 2021년 6월 27일  | 1부                          | 매주 일요일 밤 10:40 ~ 11:30    | 분리 편성      |
| 2019년 9월 1일 ~ 2021년 6월 27일  | 2부                          | 매주 일요일 밤 11:30 ~ 12:20    | 분리 편성      |
| 2021년 7월 4일 ~ 2023년 6월 4일   | 매주 일요일 밤 10:45 ~ 12:35 | 매주 일요일 밤 10:45 ~ 12:35    | 통합 편성      |
| 2023년 6월 15일 ~ 2025년 2월 13일 | 매주 목요일 밤 10:00 ~ 11:40 | 매주 목요일 밤 10:00 ~ 11:40    | 통합 편성      |
| 2025년 2월 20일 ~ 현재            | 매주 목요일 밤 10:00 ~ 11:45 | 매주 목요일 밤 10:00 ~ 11:45    | 통합 편성      |

### 스핀오프
| 방송 채널 | 방송 기간                        | 방송 시간 | 방송 시간               | 비고         |
| --------- | -------------------------------- | --------- | ----------------------- | ------------ |
| MBC TV    | 2021년 4월 3일                   | 1부       | 토요일 저녁 5:50 ~ 6:30 | 바꿔줘! 홈즈 |
| MBC TV    | 2021년 4월 3일                   | 2부       | 토요일 저녁 6:30 ~ 7:10 | 바꿔줘! 홈즈 |
| MBC TV    | 2021년 4월 17일 ~ 2021년 5월 8일 | 1부       | 토요일 저녁 5:10 ~ 5:50 | 바꿔줘! 홈즈 |
| MBC TV    | 2021년 4월 17일 ~ 2021년 5월 8일 | 2부       | 토요일 저녁 5:50 ~ 6:30 | 바꿔줘! 홈즈 |

## 진행자

### 현재 출연진

#### 복팀
- 박나래 : 2019년 3월 31일 ~ 현재
- 양세형 : 2019년 8월 11일 ~ 현재
- 장동민 : 2019년 3월 31일 ~ 현재

#### 덕팀
- 김숙 : 2019년 3월 31일 ~ 현재
- 양세찬 : 2021년 1월 31일 ~ 현재
- 주우재 : 2024년 2월 8일 ~ 현재

#### 집 보러 왔는 대호 코너
- 김대호 : 2023년 6월 22일 ~ 현재

### 이전 출연진

#### 복팀
- 홍현희 : 2019년 10월 13일 ~ 2020년 1월 12일

#### 복팀 & 덕팀
- 박영진 : 2022년 1월 2일 ~ 2023년 6월 15일

#### 덕팀
- 홍은희 : 2019년 8월 18일 ~ 2019년 10월 27일
- 김광규 : 2019년 3월 31일 ~ 2020년 1월 26일
- 노홍철 : 2019년 3월 31일 ~ 2021년 1월 24일
- 붐 : 2020년 2월 2일 ~ 2023년 6월 15일

## 수상
- 2019년 제46회 한국방송대상 연예오락TV부문 작품상
- 2019년 MBC 방송연예대상
  - 올해의 작가상 : 정다운
  - 올해의 예능인상 : 박나래
  - 뮤직 & 토크 여자 최우수상 : 김숙
  - 뮤직 & 토크 남자 최우수상 : 노홍철
  - 버라이어티 남자 최우수상 : 양세형
  - 대상 : 박나래

- 2020년 MBC 방송연예대상
  - 올해의 예능인상 : 박나래
  - 버라이어티 남자 우수상 : 붐
  - 뮤직 & 토크 남자 최우수상 : 양세형

- 2021 한국건축문화대상 올해의 건축문화인상 (국토부장관상)

- 2021년 MBC 방송연예대상
  - 남자 MC상 : 붐
  - 올해의 예능인상 : 박나래
  - 베스트 엔터테이너상 : 양세형
  - 버라이어티 남자 우수상 : 장동민

- 2022년 MBC 방송연예대상
  - 올해의 예능인상 : 박나래
  - 뮤직 & 토크 남자 우수상 : 양세찬
  - 남자 최우수상 : 붐

- 2023년 MBC 방송연예대상
  - 베스트 엔터테이너상 : 양세형
  - 여자 최우수상 : 박나래

- 2024년 MBC 방송연예대상
  - 쇼·버라이어티 부문 베스트 엔터테이너상: 주우재
  - 올해의 예능인상 : 김대호
  - 여자 최우수상 : 박나래
  - 남자 최우수상 : 김대호

## 결방 사유 및 편성 변경
2019년
- 9월 15일 : 추석 특선 영화 《증인》 편성 관계로 결방.
- 9월 22일 : 태풍 타파 《MBC 뉴스특보》 인한 결방에 따라 밤 10시 50분에 방송.
- 12월 29일 : 《2019 MBC 방송연예대상》 편성으로 인한 결방.

2020년
- 8월 2일 : 중부 지방과 수도권의 폭우로 인해 《MBC 뉴스특보》 편성으로 인한 결방에 따라 밤 10시 50분으로 변경.
- 12월 27일 : 《전지적 참견 시점》 제작진일부 코로나19 확진자 발생으로 인해 특선영화 '《PMC: 더 벙커》'와 '백파더 연말 돼지 파티 스페셜' 편성으로 인한 결방.

2021년
- 1월 17일 : 특선영화 《천문》 편성으로 인한결방.
- 7월 25일 : 《2020 도쿄 올림픽》 중계방송으로 인한 결방.
- 8월 8일 : 《2020 도쿄 올림픽》 폐회식 중계방송으로 인한 결방.
- 9월 21일 : 추석에도 구해줘 홈즈 편성.
- 10월 10일 : 더불어민주당 대선후보 발표 속보로 지연 방송

2022년
- 2월 2일 : 설특집으로 오전 10시 25분에 방송.
- 2월 13일 : 《2022 베이징 동계 올림픽》 중계방송으로 인한 결방.
- 2월 20일 : 《방과후 설렘》 편성으로 인한 결방.
- 9월 4일 : 태풍 힌남노 《MBC 뉴스특보》 지연 방송.
- 9월 18일 : 태풍 난마돌 《MBC 뉴스특보》 지연 방송.
- 10월 30일 : 이태원 압사 사고 여파로 인한 결방.
- 11월 20일 : 2022 카타르 월드컵 개막특집 꿈은 다시 이루어진다 편성으로 인한 결방.
- 11월 27일 ~ 12월 4일 : 《2022 카타르 월드컵》 중계방송으로 인한 결방.
- 12월 18일 : 《2022 카타르 월드컵》 결승전 중계방송으로 인한 결방.

2023년
- 8월 10일 : 태풍 카눈 관련 MBC 뉴스특보 편성으로 인한 결방.
- 9월 28일 : 《항저우 아시안 게임》 중계방송으로 인한 밤 11시 방송.
- 10월 5일 : 《항저우 아시안 게임》 중계방송으로 인한 결방.

2024년
- 6월 6일 : 《2026 북중미 월드컵》 예선 중계방송으로 인한 결방
- 7월 25일 ~ 8월 8일 : 《2024 파리 올림픽》 중계방송으로 인한 결방.
- 10월 10일 : 《2026 북중미 월드컵》 3차 예선 대한민국 VS 요르단 중계방송으로 인한 결방.
- 10월 17일 : 《KBO 포스트시즌 PO 3차전 경기 중계》로 밤 10시 40분 지연방송.
- 12월 5일 : PD 수첩 스페셜 방송 편성으로 인한 결방.

2025년
- 1월 2일 : 제주항공 참사 여파로 인한 결방.

## 사건 및 사고
- 2019년 10월 13일 : 1부 방영분 중 출연자들이 의뢰인에게 적합한 매물을 소개하는 과정에서 화장실을 둘러보기 전 출연자가 '몰래 봐야 하는 곳'이라고 언급하는 장면이 '몰래 봐야 하는 곳～', '(※장 코디의 아주 개인적인 의견입니다※)'라는 자막, 폴리스라인 CG, 사이렌 소리 효과음과 함께 내보내져 2020년 3월 18일 방송통신심의위원회 전체회의에서 "권고" 조치를[1] 받았다.
- 2020년 4월 19일 : 방영된 ‘구해줘 홈즈’ 54회 예고편에서 예비 신혼부부로 나온 이들이 결혼 생활 도중 불륜을 저지른 간통 커플인 것으로 드러났다. 이에 '구해줘 홈즈' 측은 "관련 보도를 접하고 매우 당황스러운 상황이다. 개인의 사생활에 대해서 사실관계를 모두 정확히 파악하기는 어렵다. 시청자들이 느낄 불편함을 고려해 의뢰인이 노출되는 장면은 모두 편집할 예정"이라고 밝혔다. 실제 4월 19일 방송에서는 의뢰인의 모습은 전혀 노출되지 않고 '예비부부'의 집을 구한다고 자막 정도로만 나왔으며, 중간중간 의뢰인의 얼굴을 이용한 그래픽 역시 일반 이미지로 나오거나 최소화하였다. 마지막에 최종 매물 선택시에도 의뢰인은 전혀 나오지 않고 단순히 '의뢰인의 최종 선택은 OO팀의 매물입니다! '라는 멘트만 나오고 방송을 종료했다.

## 국내 외에서의 입지
- 구해줘! 홈즈가 소개된 해외 국가는 유일하게 스페인만 존재하는 것으로 나와 있다.
- 이후에는 프랑스, 이탈리아에서도 소개한 적이 있었다.

## 파생 프로그램
- 이 프로그램의 포맷을 개량한 바꿔줘! 홈즈라는 프로그램이 있다.
- 이를 바탕으로 하는 숙박과 관련된 고민상담 예능 프로그램인 구해줘! 숙소도 있다.

## 동일 소재 프로그램
- 건축탐구 - 집 (EBS)
- 좋은 아침 하우스 (SBS)
- 홈데렐라 (TV조선, 라이프타임, SBS F!L 공동 편성)
- 와타나베의 건물탐방 (일본)
- 집 나와라 뚝딱(영어판) (미국)

## 같이 보기
- 부동산
- 하우스
- MBC
- 나 혼자 산다